# 미필적 고의에 의한 사랑
《미필적 고의에 의한 사랑》은 MBC에서 2001년 9월 21일에 방영한 베스트극장이다.
이 드라마는 4개의 부제를 포함하고 있다. 첫 번째는 〈계륵 - 그다지 가치는 없으나 버리기는 아까운 사물〉, 두 번째는 〈미필적 고의에 의한 사랑〉, 세 번째는 〈사랑하기 때문에〉, 네 번째는 〈다시 태어나도 이 길을...〉이다.

## 줄거리
사법고시 1차를 패스한 전형적인 고시생 영준은 대학시절부터 사귀어 온 여자친구 희정이 있다. 하지만 고시 준비에만 몇 년을 매달려 있는 영준이 불안한 탓에 희정도 예전 같지 않다. 같이 고시를 준비하는 선배 상식은 영준에게 희정과 잠자리를 하라고 충고한다. 영준은 오랜만에 만난 희정의 태도는 냉랭하고 못보던 목걸이까지 한 것을 보자 마음이 심란해 제대로 공부도 안된다. 특단의 조치가 필요한 시점에서 영준은 노점상에서 싸구려 반지를 사서 최고급 반지 케이스를 넣어 희정에게 선물한다. 그리고 괜히 우울한 척 칭얼대어 보지만 희정과의 하룻밤은 만만치가 않다.

## 등장 인물

### 주요 인물
- 김유석 : 영준 역
- 유선 : 희정 역

### 그 외 인물
- 엄춘배 : 상식 역 - 고시원 선배
- 윤기원 : 고시원 후배 역
- 김승현
- 최대웅 : 희정의 아버지 역
- 주부진 : 희정의 어머니 역
- 김용희 : 진우 역 - 고시에 합격한 영준의 동기
- 엄태웅 : 상훈 역 - 노동 관련 법 공부
- 박주희 : 미용사 역
- 김철기 : 희정의 친구 남편 역
- 손민경 : 희정의 친구 역
- 한미진 : 희정의 친구 역
- 서문경
- 구혜령 : 혜숙 역 - 상식의 아내

## 삽입곡
- 불우청소년을 위한 노래 〈우리의 사랑이 필요한 거죠〉